# Konverziós ráta
Az online marketingben a konverziós ráta az egy adott időszakra eső vásárlók (vagy más, kívánatos műveletet végzők) számának és az ugyanezen időszakra eső látogatók számának százalékos aránya. A nemzetközi statisztikák szerint a 2-3 százalékos konverziós ráta már igen jónak mondható.
Konverzió történik akkor, amikor egy felhasználó az internetes kereskedés által küldött e-mail vagy egy hirdetés alapján az abban kívánt cselekedetet hajtja végre. A konverzió lehet egy vásárlás, amely egy adott linkre való kattintás után jött létre, vagy regisztráció egy weboldalon, egy tanulmány letöltése, feliratkozás internetes hírlevélre stb.
A konverziós költség online marketingtevékenység esetén egy új előfizető vagy vásárló megszerzésének költsége. Kiszámítása: a kampány teljes költségét elosztjuk az új előfizetők, vásárlók számával.

## A konverziós ráta növelése
Ahhoz, hogy az eladások száma növekedjen elengedhetetlen, hogy minél nagyobb számú célközönség látogassa az adott honlapot, és a látogatók minél nagyobb százalékát konvertálja át vásárlóvá. Az előbbihez számos marketingeszköz áll rendelkezésre, az utóbbihoz csupán egyetlenegy: maga a webáruház.
Attól kezdve, hogy egy látogató megérkezett egy webshopba, kizárólag annak külseje, szerkezete és vevőbarát felépítése motiválhatja a tényleges vásárlásra. Más szóval az esetben a webáruház felülete az egyetlen „bolti eladó”. A magasabb konverziós ráta csökkenti a vásárlók megszerzésének költségét és növeli a profitot.

## Eszközök a konverzió növelésére
Teljes körű termékleírás
A webáruházak gyakori hibája, hogy egy-egy termékről nem adnak semmilyen információt a vásárlóik számára, ha mégis, akkor pedig sok esetben egy máshonnan bemásolt szöveg az. Ha a vevő látja a legfontosabb előnyöket és tulajdonságokat, ezek megerősíthetik döntésében. Hasznos funkció a vásárlók által írt visszajelzések feltüntetése a termékek oldalán.
Színpszichológia alkalmazása
Jelentősen növelni tudjuk az átkattintási számainkat és ezáltal a konverziós rátánkat, ha megtaláljuk azt a színt, amire a célközönségünk a leginkább fogékony. Egy tudatosan tervezett színekkel elkészített kampány, akár 5-8%-kal több kattintást tud hozni, ezáltal növelve a konverziót.
Keresztértékesítés
Ez egy másik igen hatékony módszer a keresztértékesítés. Működése igen egyszerű: minden, a vevő által kiválasztott vagy megvásárolt termékhez további hozzáillő vagy kapcsolódó termékeket ajánl a webáruház. A keresztértékesítés hatásköre és rugalmassága nagymértékben függ a használt rendszertől is. Legjobb, ha manuálisan lehet gyorsan és egyszerűen minden termékhez meghatározni a kapcsolódó termékeket.
Egyszerű vásárlás
A vásárlás legyen annyira egyszerű, amennyire csak lehet, és bármilyen időigényes/kényelmetlen műveletet csupán a fizetés során kelljen megadnia a vásárlóknak. Szüntesse meg az áruház időrabló regisztrációs és kijelentkezési folyamatait, ezáltal vásárlói még több értékes időt szánhatnak a vásárlásra,  és nem vesztik el lelkesedésüket mielőtt még láthatták volna a kínálatát.
Árengedmények
Az árengedmények és akciók rendkívül hatékonyak a látogatók vásárlásra ösztönzésében, és ha valaki már eldöntötte, hogy vásárol, igen könnyű „rábeszélni” valami másra is. A különböző akciók és árengedmények hatására a vásárlók rendszeresen visszanéznek a webáruházba. Hatásos még a bizonyos összeghatár fölötti árengedmény, mely az átlagos tranzakció-érték növelésének rendkívül jó módszere. Az előre meghatározott időszakokban érvényes „meglepetés” kedvezmények pedig a vásárlókat gyors vásárlásra sarkallhatják.
Különleges bánásmód a törzsvásárlókkal
A rendszeres vásárlók hűségének jutalmazása különleges árengedményekkel, speciális „e-kuponokkal” tovább erősíti bennük a kellemes vásárlói tapasztalatokat. A kuponok az első vásárlásra ösztönzésnek is igen hatékony eszközei.